# Zabłociszki (rejon ignaliński)
Zabłociszki (lit. Zablatiškė) — wieś, dawniej folwark nad rzeką Szwintełką w Starostwie Ignalino gminy rejonowej Ignalino w okręgu uciańskim Litwy. Liczy 6 mieszkańców (2001). 

## Historia
W końcu XIX wieku na Zabłociszki składał się folwark (1 dom, 19 osób), młyn, las (jak zaznaczyli autorzy Słownika geograficznego... – znacznie wytrzebiony) i 860 mórg gruntów rolnych, licząc jednak razem z pobliskim folwarkiem Anastazów. W 1905 roku liczył 28 mieszkańców, 201 dziesięcin, własność Harły.
Do 1828 roku Zabłociszki pozostawały w rękach Zabłockich, potem Zejferta, Houwalda i Olszewskich. Były siedzibą gminy wiejskiej, w latach 1922–1929 – w powiecie święciańskim Ziemi Wileńskiej/woj. wileńskiego a następnie leżały w gminie Kołtyniany.
W 1931 w 2 domach zamieszkiwało 21 osób.
Od 1945 roku w Litewskiej Socjalistycznej Republice Radzieckiej.
Od 1990 na niepodległej Litwie.